# Saint-Charles-la-Forêt
Saint-Charles-la-Forêt là một xã của tỉnh Mayenne, thuộc vùng Pays de la Loire, tây bắc nước Pháp.